# ...nightmare
...nightmare è il terzo EP del gruppo hardcore punk torinese Negazione, pubblicato nel 1987 dalla New Beginning Records.

## Tracce
1. Noi
2. Cannibale
3. Tutti pazzi (live)
4. Incubo di morte
5. Tutto dentro